# Gran Sinagoga de Adén
La Gran Sinagoga de Adén (en árabe: كنيس عدن الكبير) también conocida como la Sinagoga del escudo de Avraham o "Magen Avraham", fue construida en 1858 en la ciudad de Adén en Yemen. Era lo suficientemente grande como para albergar a más de 2.000 fieles. El púlpito fue hecho de mármol - puro, blanco y pulido, con 7 escalones de mármol que conducen a este. El piso estaba hecho de secciones de mármol, con partes blancas y negras como en un tablero de ajedrez. El arca fue construida en la pared, y cubierta por seis cortinas tejidas de seda entretejida con zafiros y brillantes, sobre ellos las coronas del Torá.
Fue destruida en 1947, durante el pogromo de Adén.